# Орфанос
Орфано́с, Орфа́ну, Орфанский залив (греч. Κόλπος Ορφανού ή Ορφανοΰ κόλπος), Стримонико́с, Стримонский залив (Στρυμονικός Κόλπος) — залив Фракийского моря, которое является частью Эгейского моря, у северо-восточного побережья Греции к северо-востоку от полуострова Халкидики и к юго-западу от горы Пангеон.
На побережье залива находится деревня Орфани, от которой залив получил название. В залив впадает река Стримон (Струма), от которой залив получил второе название, а также река Рихиос (Ρήχειος ποταμός), вытекающая из озера Волви. В устье Стримона находился торговый порт Эион, известный в начале XIX века как Рендина, залив тогда назывался Рендинским. В заливе находится остров Кафканас.
Мыс Элефтера отделает залив от залива Иерисос, расположенного южнее. Наибольшая глубина 95 метров.
Важными приморскими городами являются Аспровалта и Ставрос близ устья реки Рихиос.